# Pelargonium alpinum
Pelargonium alpinum är en näveväxtart som beskrevs av Christian Friedrich Frederik Ecklon och Zeyh.. Pelargonium alpinum ingår i släktet pelargoner, och familjen näveväxter. Inga underarter finns listade i Catalogue of Life.